# Draagbare brander

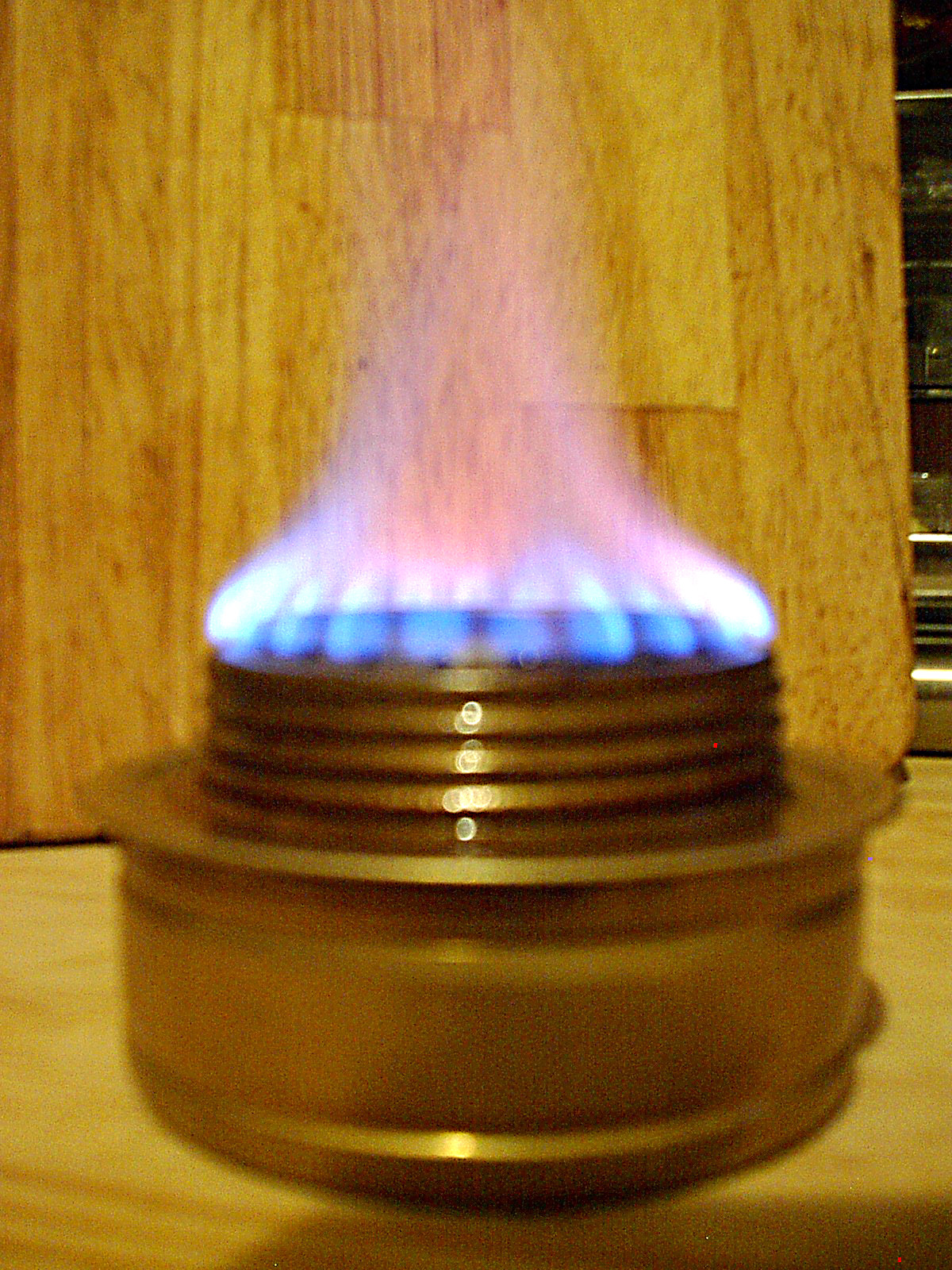
Brander van een Trangia draagbaar kookstel brandende op ethylalcohol.

Een draagbare brander is een kookfornuis dat speciaal is ontworpen om draagbaar en lichtgewicht te zijn. Draagbare branders worden gebruikt bij kamperen, picknicken, backpacken of ander gebruik op afgelegen locaties waar een gemakkelijk te vervoeren kook- of verwarmingsmiddel nodig is. Draagbare branders kunnen in diverse situaties worden gebruikt. Bijvoorbeeld voor catering buitenshuis en in veldhospitalen.
Sinds de uitvinding van de draagbare brander in de 19e eeuw is er een grote verscheidenheid aan ontwerpen en modellen gebruikt in een aantal verschillende toepassingen. Draagbare branders kunnen worden onderverdeeld in verschillende brede categorieën op basis van het type brandstof en het ontwerp van de branderkop: drukloze branders die vaste of vloeibare brandstof gebruiken die vóór de ontsteking in de brander is geplaatst; branders die een vluchtige vloeibare brandstof gebruiken onder druk; gastankbranders; en door zwaartekracht gevoede "alcohol"-branders.

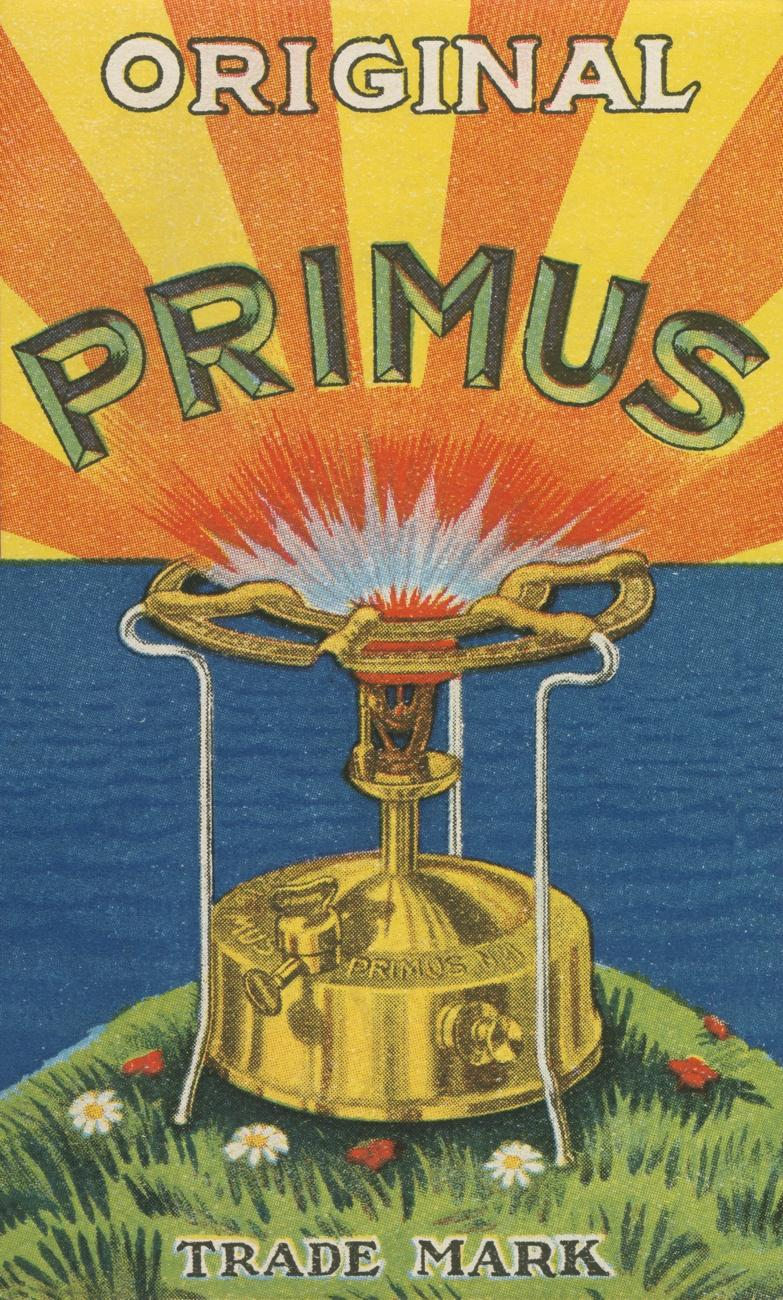
Advertentie voor de Primusbrander uit 1921

## Op druk gebrachte vloeistofbranders
Een van de eerste draagbare branders om op te koken was de primusbrander uit 1892. Bij dit ontwerp staat de brander bovenop een luchtdicht tankje met een brandbare vloeistof als lampolie, petroleum, diesel of iets anders. Door de hitte van de branderkop ontstaat er druk boven de vloeistof in de tank en stijgbuis. Dit zorgt ervoor dat de damp van de brandbare vloeistof naar boven wordt gestuwd richting de branderkop. De druk in de tank en daarmee de sterkte van de vlam kan verder verhoogd worden door met een ingebouwd pompje lucht in de tank te pompen.
In 1955 kwam de SVEA 123 op de markt. Dit is een kleine compacte versie van de Primusbrander zonder luchtpomp. Doordat de branderkop dichter op de tank staat zorgt de hitte voor voldoende druk in de tank. De vlam kan gereguleerd worden via een sleutel waarmee een ventiel open en dicht gedraaid kan worden. Dit model wordt nog steeds geproduceerd en verkocht.

### Losse brandstoftanks
In 1973 kwam de MSR Model 9 op de markt. MSR staat voor Mountain Safety Research en is de naam van het gelijknamige Amerikaanse bedrijf. Bij dit model is de brandstoftank via een korte slang verbonden met de branderkop en de panhouder. Dit is gedaan vanwege ernstige ongelukken met exploderende brandstoftanks. Deze ontstonden door het plaatsen van windschermen rondom branders welke de branderkop boven de brandstoftank hebben staan. Bij wind en kou is dit een veelgebruikte methode om de vlam brandende te houden en de hitte beter naar de pan te geleiden, maar de brandstoftank wordt hierdoor ook extra verwarmd. Dit zorgt voor een drukverhoging die uiteindelijk tot het exploderen van de brandstoftank kan leiden. Door de brandstoftank buiten het windscherm te plaatsen worden dergelijke ongelukken voorkomen. Dit type branders wordt inmiddels door verschillende fabrikanten in allerlei uitvoeringen gemaakt.           

### Voorverwarmen

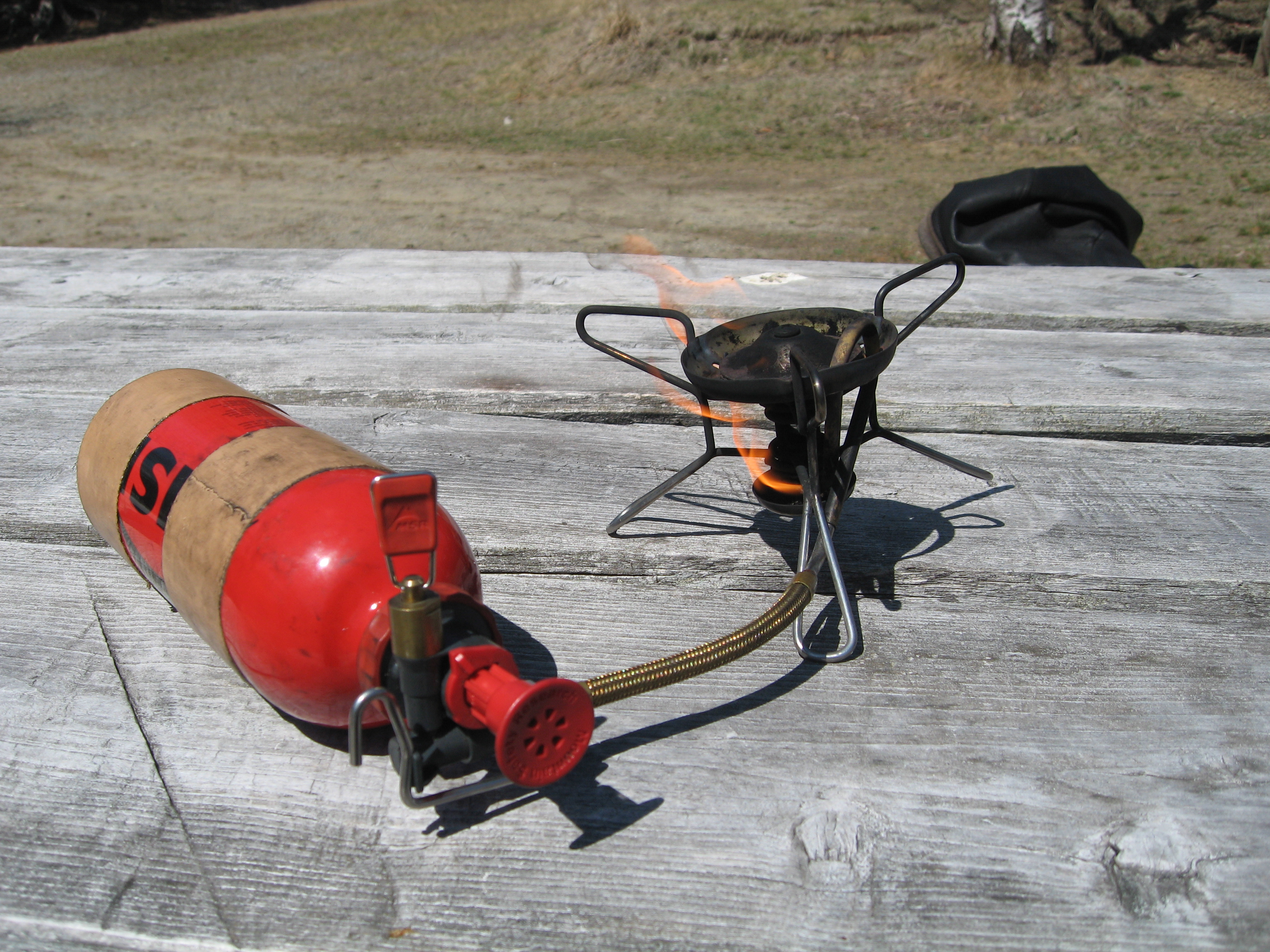
Een benzinebrander tijdens het voorverwarmen.

Doordat op druk gebrachte vloeistofbranders gebruik maken van de warmte van de branderkop ontstaat een kip-en-ei probleem: de kop moet verwarmd worden voordat de brander goed werkt. Hiertoe moeten de meeste branders worden voorverwarmd. Dit kan gedaan worden met wat vloeibare brandstof, daarbij voor lief nemend dat er een oncontroleerbare en weinig efficiënte verbranding optreedt. Ook kunnen speciale voorverwarmmiddelen worden gebruikt, zoals brandspiritus. De brandstof voor het voorverwarmen wordt vaak in een schaaltje onder de branderkop aangebracht.
De Amerikaanse fabrikant Coleman heeft branders ontwikkeld die vloeibare brandstof onder druk kunnen vernevelen, waardoor het voorverwarmen wat efficiënter gebeurt. Wanneer de branderkop op temperatuur is schakelen deze branders automatisch over op dampvormige brandstof. Een nadeel van deze branders is dat de vernevelaar erg gevoelig is voor verontreinigingen in de brandstof.

### Veiligheid
Op druk gebrachte vloeistofbranders kunnen, vooral tijdens het voorverwarmen maar soms ook daarna, hoog oplaaiende vlammen veroorzaken. Deze branders mogen dan ook nooit binnen worden gebruikt, met name niet in een tent.

## Alcoholbranders
Alcoholbranders worden ook wel spiritusbranders genoemd. Een bekende toepassing is als verwarmingsbron onder een fondue-pan. Een bekende uitvoering van de alcoholbrander is de Trangia-brander. Deze wordt voor het aansteken gevuld met een hoeveelheid vloeistof. Wanneer de brander en de brandbare vloeistof na het aansteken heet genoeg zijn, gaat de vloeistof verdampen en komen er gassen uit de gaatjes boven in de brander. Uit ieder gaatje komt vervolgens een blauwe vlam. Dit type brander wordt door hobbyisten ook thuis gemaakt uit een aantal frisdrankblikjes.    
Naast alcoholbranders die voor het ontsteken eenmalig worden gevuld met brandstof, bestaan er ook continu gevoede alcoholbranders. De brandstoftoevoer naar de branderkop gebeurt dan meestal zonder extra drukopbouw in de tank. Door de tank hoger te plaatsen dan de branderkop wordt de vloeistof slechts voortgestuwd door de zwaartekracht.

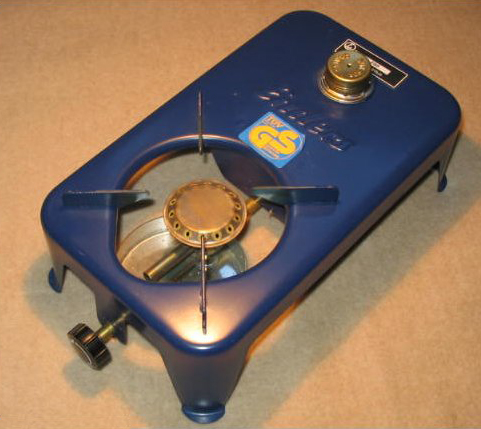
Continu gevoede alcoholbrander (spiritus) gemaakt door de Duitse firma Enders.

## Vastestofbranders
Naast een brandstof als hout kunnen deze ook op tabletten met chemische brandstoffen branden. Een bekend voorbeeld is de Esbit-brander welke gebruik maakt van hexamine.

## Gaspatroon branders
Het ontwerp van de meeste draagbare gaspatroon branders is vergelijkbaar met dat van veel branders met op druk gebrachte vloeistoffen, behalve dat de brandstoftank of de cartridge een vloeibaar gas bevat – meestal butaan, propaan, isobutaan of een mengsel van deze en andere koolwaterstoffen – dat onder druk wordt gehouden. Terwijl het gas in de cartridge vloeibaar is wanneer het onder druk wordt bewaard, verdampt het onmiddellijk wanneer het de opslagfles verlaat en komt het als gas bij de brander aan. Het belangrijkste voordeel van gaspatroon branders is het gemak: er is geen voor verwarming met een andere brandstof nodig, ze zijn over het algemeen onderhoudsvrij en kunnen direct een hoge warmteafgifte leveren, de vlam is eenvoudig aan te passen en ze worden over het algemeen als eenvoudiger te bedienen beschouwd. Door de  kleinere moleculen van butaan en propaan is er ook minder kans op onvolledige verbranding en daarmee  roet vorming. Een eventueel nadeel van vloeibaar gemaakt gas als brandstof is dat ze slechter werken bij koud weer. Butaan blijft bijvoorbeeld vloeibaar bij temperaturen beneden - 0,5 °C. 

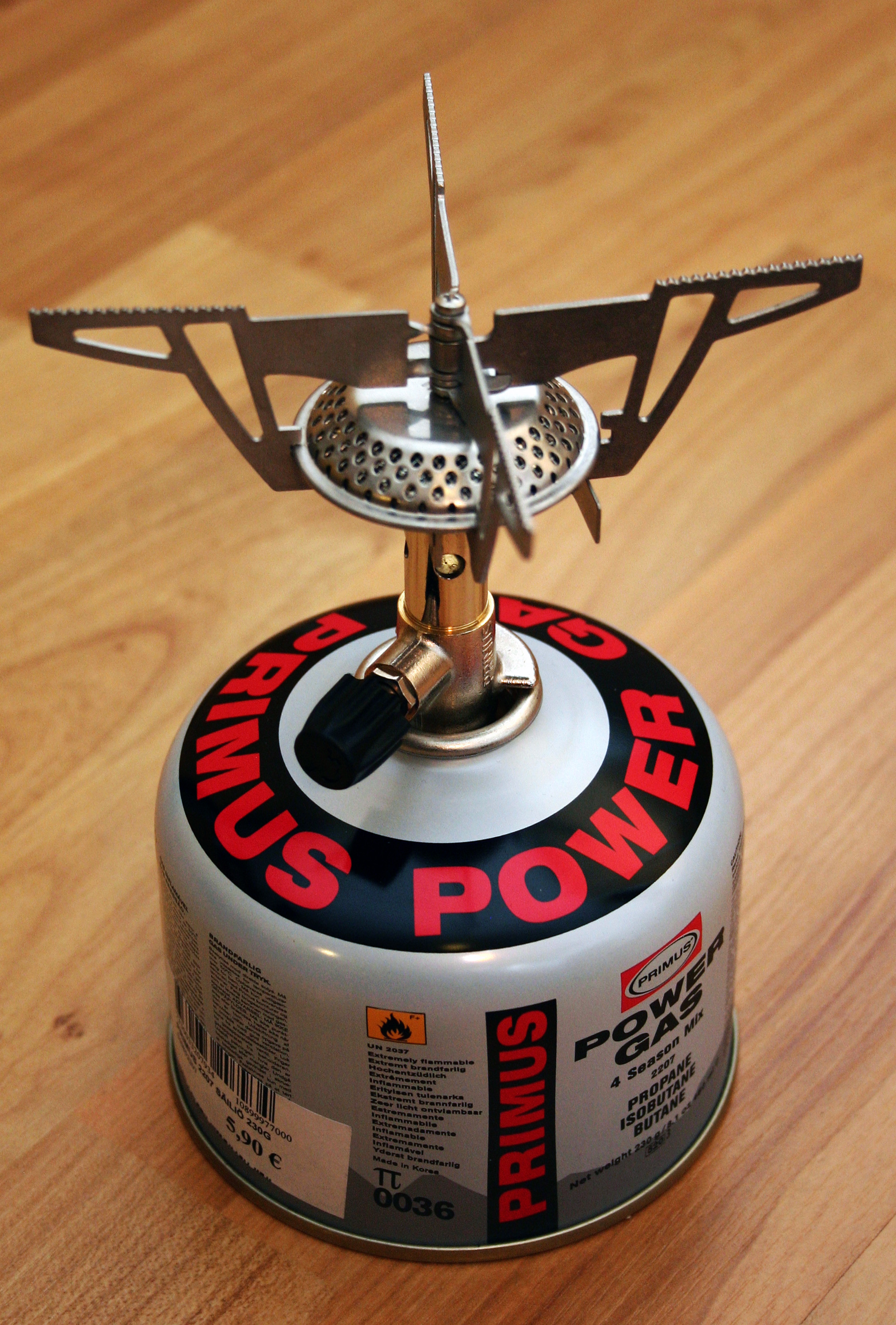
Een camping brander met gaspatroon

De meeste gas patronen zijn klein en niet hervulbaar. Grotere navulbare gasflessen zijn zwaarder en worden meestal gebruikt op grotere branders die bedoeld zijn voor kamperen in de auto, expeditiekampen en residentieel gebruik (zoals barbecues). Een bekende leverancier van zowel grotere  gasflessen als kleinere gaspatronen is het Franse bedrijf Campingaz.